# Everton Felipe
Everton Felipe de Oliveira Silva, mais conhecido apenas como Everton Felipe (Limoeiro, 28 de julho de 1997), é um ex-futebolista brasileiro que atuava como meio-campista ou ponta-direita. Seu último time foi o Retrô.
Sempre foi lembrado por suas polêmicas contra o rival do Sport (clube ao qual é torcedor declarado e que defendeu desde as categorias de base), o Santa Cruz. Em 2017 fez o gol mais importante de sua carreira na semifinal da Copa do Nordeste, ao entrar em campo no lugar de Diego Souza, seu companheiro de clube e grande amigo, e abrir o placar na casa do rival tricolor.
Em 2024, Everton Felipe anuncia aposentadoria do futebol.

## Carreira

### Sport
Iniciou sua carreira nas categorias de base do Sport. Já na base era tratado como uma das maiores joias dos últimos anos do Leão, e no ano de 2014 foi promovido ao elenco profissional pelo então técnico Geninho.
No dia 19 de janeiro de 2014, com apenas 16 anos, fez sua estreia como profissional no empate em 1 a 1 contra oBotafogo-PB, pela Copa do Nordeste. Porém, depois da saída do técnico Geninho, Everton perdeu espaço após se desentender com o técnico Eduardo Baptista e acabou sendo emprestado ao Internacional. 

### Internacional
Chegou ao Inter em maio de 2015. Logo foi destaque nas categorias de base do clube, sendo capitão da equipe e referencia técnica, mas não teve oportunidades no time profissional devido a uma contusão no segundo semestre de 2015.

### Retorno ao Sport
Após não renovar com o clube gaúcho, voltou ao rubro-negro no início de 2016, que demostrou o interesse de utilizá-lo na temporada.
No dia 24 de janeiro, ajudou o time a conquistar a Taça Ariano Suassuna contra o Argentinos Juniors, na Ilha do Retiro, ao marcar um gol na vitória por 2 a 0. Marcou seus primeiros gols oficiais no empate em 2 a 2 contra o River-PI, pela Copa do Nordeste. Ambos foram em chutes de fora da área.

### São Paulo
No dia 7 de agosto de 2018, foi confirmada a sua transferência para o São Paulo. O atleta esteve na mira do Flamengo, mas acertou com o clube paulista onde reencontrou Diego Souza, seu amigo e xodó dos tempos de Sport.

### Athletico Paranaense
Após um período encostado no tricolor do Morumbi, foi emprestado ao Athletico Paranaense no dia 30 de agosto de 2019.

### Cruzeiro
No dia 22 de janeiro de 2020, foi anunciado o seu empréstimo ao Cruzeiro. Everton chegou por empréstimo de um ano, com opção de compras dos direitos econômicos no fim de 2020. Partes dos salários serão pagos pela equipe paulista.
No início de julho, o jogador voltou para o São Paulo, após não receber seus salários no clube mineiro.

### Atlético Goianiense
Já no dia 10 de julho de 2020, foi anunciado como novo reforço do Atlético Goianiense para o Campeonato Brasileiro.

### Retorno ao Sport
Em 4 de agosto de 2021, foi oficialmente anunciada a sua volta ao Sport, depois de três anos. Everton assinou contrato com o clube pernambuco até o final de 2022.

## Seleção Nacional
Em fevereiro de 2016, foi convocado pela primeira vez para a Seleção Brasileira Sub-20. Foi chamado pelo técnico Rogério Micale, mas ficou de fora do Sul-Americano de 2017 por conta de uma contusão.

## Títulos
Sport
- Copa do Nordeste: 2014
- Campeonato Pernambucano: 2014 e 2017
- Taça Ariano Suassuna: 2016, 2017 e 2018